# Таинственная река (фильм)
«Таинственная река» (англ. Mystic River) — криминальная драма Клинта Иствуда с Шоном Пенном, Тимом Роббинсом и Кевином Бейконом в главных ролях. Экранизация одноимённого романа Денниса Лихэйна. Пенн и Роббинс за свои актёрские работы были награждены многочисленными премиями, в том числе «Оскаром».

## Сюжет
1975 год. Утром в субботу в день игры «Бостон Ред Сокс» и «Нью-Йорк Янкис» (28 июня или 26 июля) на углу Кондор-стрит и Меридиан-стрит в восточном Бостоне с видом на мост Тобина троих 11-летних подростков: Шона, Дейва и Джимми, — незнакомый мужчина ловит на мелком хулиганстве. Представившись полицейским, он на своей машине увозит Дейва якобы в участок; в машине сидит ещё один пассажир с епископским перстнем на пальце. Позже выясняется, что это были педофилы, насиловавшие Дейва несколько суток, пока тому не удалось сбежать.
Прошло 25 лет. В 2000 году полицейский Шон Девин (Кевин Бейкон) вместе с напарником расследует убийство 19-летней девушки Кэти, дочери его друга детства Джимми Маркума (Шон Пенн). Джимми, имеющий криминальное прошлое и пользующийся большим авторитетом среди местных бандитов, также ведёт своё параллельное расследование. Вскоре одним из подозреваемых становится Дейв Бойл (Тим Роббинс), подходящий по психологическому портрету, — прежде всего потому, что в детстве испытал сексуальное насилие. Эта трагедия столкнула троих бывших друзей, практически не видевшихся за прошедшие годы. Весь фильм герои обсуждают события 25-летней давности, а вопрос, почему это случилось с Дейвом и как изменилась бы жизнь каждого, если бы в машину к извращенцу сел другой ребёнок, задаётся снова и снова. Шон, расследуя убийство, пытается восстановить отношения с ушедшей женой.
Шон узнаёт, что Кэти тайно встречалась с Брендоном Харрисом; молодые люди планировали сбежать в Лас-Вегас и пожениться. Причиной, по которой они скрывали свои отношения, был отец Кэти: когда-то Джимми попал в тюрьму из-за предательства Рэя Харриса (отца Брендона) и поэтому негативно относится ко всем членам семьи Харрисов. Сам Рэй Харрис бесследно исчез 12 лет назад после выхода Джимми из тюрьмы; при этом он ежемесячно присылает семье 500 долларов. Допросив Брендона на детекторе лжи, его отпускают: юноша любил Кэти, и у него не было мотива для её убийства.
Селеста Бойл, жена Дейва, вскоре начинает подозревать своего мужа. В ночь убийства Кэти он вернулся домой далеко за полночь в паническом состоянии, в крови, с израненной рукой, сказав, что подвергся нападению вооружённого грабителя и, защищаясь, убил его. Селеста помогает ему избавиться от окровавленной одежды, но позже замечает странности в его поведении. Поговорив с Селестой, подозрениями проникается и Джимми Маркум.
Полиция находит машину Дейва, и в ней есть следы крови. На допросе он говорит, что его машину угнали и он не может знать, что с ней делали преступники. Позже выясняется, что Дейв застал педофила, совращающего в своей машине подростка, и убил его. Ослеплённый яростью и желанием мести, Джимми не верит этому; он заставляет Дейва признаться в убийстве его дочери (то есть солгать под дулом пистолета), а затем убивает и бросает труп в реку Мистик-ривер со словами: «Здесь мы хороним свои грехи и отмываемся от них дочиста».
На следующий день Шон рассказывает Джимми о результатах своего расследования: его дочь убил не Дейв Бойл. Настоящие преступники — два подростка (младший брат Брендона Харриса, тайно встречавшегося с Кэти, и его друг), раздобывшие оружие Рэя Харриса и случайно убившие дочку Джимми, хотя хотели всего лишь напугать её. По лицу Джимми Шон понимает, что Дейв уже мёртв. Шон не арестовывает Джимми, но спрашивает, будет ли теперь и Селеста Бойл ежемесячно получать по 500 долларов. В этот же день Шону звонит жена, и они наконец мирятся. Джимми же приходится жить дальше вместе со своей женой и двумя дочерьми, понимая, что убийство уже совершено. Все герои фильма со своими семьями в последних кадрах выходят посмотреть на праздничный парад; Селеста безуспешно высматривает своего мужа.

## В ролях
| Актёр              | Роль                                       |
| ------------------ | ------------------------------------------ |
| Шон Пенн           | Джимми Маркум                              |
| Тим Роббинс        | Дейв Бойл                                  |
| Кевин Бейкон       | Шон Девин                                  |
| Лоренс Фишберн     | сержант Вайти Пауэрс                       |
| Марша Гей Харден   | Селеста Бойл (жена Дейва)                  |
| Лора Линни         | Аннабет Маркум (жена Джимми)               |
| Кевин Чэпмен       | Вэл Сэвэдж                                 |
| Томас Гайри        | Брендон Харрис                             |
| Эмми Россум        | Кэти Маркум (дочь Джимми от первого брака) |
| Спенсер Трит Кларк | Рей Харрис (младший брат Брендона)         |
| Эндрю Мэкин        | Джон О’Ши (друг Рея Харриса)               |
| Коннор Паоло       | Шон Девин в детстве                        |
| Илай Уоллак        | мистер Луни (владелец винного магазина)    |
| Эри Грейнор        | Иви Пигьон (подруга Кэти)                  |
| Кэйдэн Бойд        | Майкл Бойл (сын Дейва)                     |
| Джонатан Того      | Пит (продавец в магазине Джимми)           |

## Создание
Съемки картины заняли 39 дней.
Клинту Иствуду принадлежит закадровый голос в рекламном ролике (трейлере) к фильму. Деннис Лихэйн, автор романа, получил эпизодическую роль в картине (камео). Он участвует в сцене парада, машет рукой, находясь в автомобиле с откидным верхом. Эпизодическая роль в картине досталась и Илаю Уоллаку. Он сыграл владельца алкогольной лавки. Эли не снимался в фильмах, руку к которым приложил Иствуд, с момента выхода картины «Хороший, плохой, злой» (1966).
Фамилия Джимми и его семьи была изменена с Маркуса (первоисточник) на Маркум.
В начале фильма в эпизоде, в котором юного Дейва бросают на заднее сиденье автомобиля, человек впереди разворачивается и сверкает своим кольцом — кольцом священника. В книге нет ни малейшего упоминания о том, что этот персонаж был священником. Этот момент был намеренно добавлен в фильм после выяснения обстоятельств скандала, разгоревшегося в Бостонской архиепархии. Её глава, Бернард Лоу, оказался замешанным в истории, связанной с умалчиванием случаев сексуальных домогательств со стороны священников.
Имя чернокожего сержанта — Whitey Powers — является явной пародией на известный расистский лозунг «White Power!»

## Награды и номинации
| Премия                         | Категория                         | Имя                                     | Результат |
| ------------------------------ | --------------------------------- | --------------------------------------- | --------- |
| Оскар                          | Лучший фильм                      | Роберт Лоренц, Джуди Хойт, Клинт Иствуд | Номинация |
| Оскар                          | Лучшая режиссура                  | Клинт Иствуд                            | Номинация |
| Оскар                          | Лучшая мужская роль               | Шон Пенн                                | Победа    |
| Оскар                          | Лучшая мужская роль второго плана | Тим Роббинс                             | Победа    |
| Оскар                          | Лучшая женская роль второго плана | Марша Гей Харден                        | Номинация |
| Оскар                          | Лучший адаптированный сценарий    | Брайан Хелгеленд                        | Номинация |
| BAFTA                          | Лучшая мужская роль               | Шон Пенн                                | Номинация |
| BAFTA                          | Лучшая мужская роль второго плана | Тим Роббинс                             | Номинация |
| BAFTA                          | Лучшая женская роль второго плана | Лора Линни                              | Номинация |
| BAFTA                          | Лучший адаптированный сценарий    | Брайан Хелгеленд                        | Номинация |
| Золотой глобус                 | Лучший фильм — драма              |                                         | Номинация |
| Золотой глобус                 | Лучшая режиссура                  | Клинт Иствуд                            | Номинация |
| Золотой глобус                 | Лучшая мужская роль в драме       | Шон Пенн                                | Победа    |
| Золотой глобус                 | Лучшая мужская роль второго плана | Тим Роббинс                             | Победа    |
| Золотой глобус                 | Лучший сценарий                   | Брайан Хелгеленд                        | Номинация |
| Премия Гильдии киноактёров США | Лучший актёрский состав           |                                         | Номинация |
| Премия Гильдии киноактёров США | Лучшая мужская роль               | Шон Пенн                                | Номинация |
| Премия Гильдии киноактёров США | Лучшая мужская роль второго плана | Тим Роббинс                             | Победа    |